# Liste des villes jumelées de Norvège
 (décembre 2016).

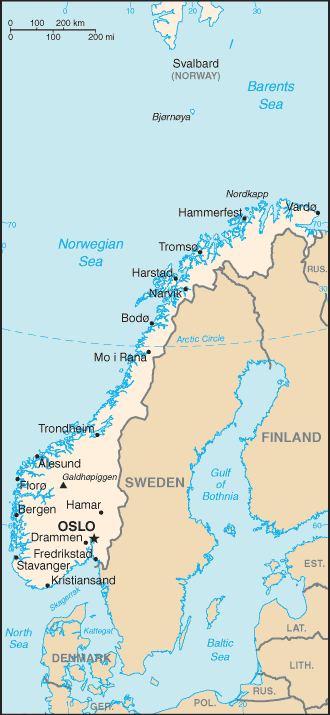
Carte de Norvège.

Ceci est la Liste des villes jumelées de Norvège ayant des liens permanents avec des communautés locales dans d'autres pays. Dans la plupart des cas, l'association, en particulier lorsque officialisée par le gouvernement local, est connu comme « jumelage » (même si d'autres termes, tels que villes partenaires, Sister Cities, ou municipalités de l'amitié sont parfois utilisés), et alors que la plupart des endroits sont des villes, la liste comprend aussi des villages, des villes, des districts, comtés, etc., avec des liens similaires.
- Haut – A
- B
- C
- D
- E
- F
- G
- H
- I
- J
- K
- L
- M
- N
- O
- P
- Q
- R
- S
- T
- U
- V
- W
- X
- Y
- Z

## A

### Ålesund
- Randers, Danemark (depuis 1947)[1]
- Lahti, Finlande (depuis 1947)[1]
- Borgo a Mozzano, Italie (depuis 1979)[1]
- Västerås, Suède (depuis 1947)[1]
- Peterhead, Royaume-Uni (depuis 1967)[1]
- Tacoma, États-Unis (depuis 1986)[1]

### Alstahaug
- Slatina, Croatie[2]

### Alta
- Apatity, Russie[3]
- Boden, Suède[3]
- Oulu, Finlande (depuis 1947)[3]

### Aremark
- Vecpiebalga, Lettonie[4]

### Ås
- Holbæk, Danemark[5]
- Ljungby, Suède[5]
- Paimio, Finlande[5]

### Asker
- Eslöv, Suède[6]
- Garðabær, Islande[6]
- Jakobstad, Finlande[6]
- Mapo, Corée du Sud[6]
- Rudersdal, Danemark[6]

### Askim
- Huddinge, Suède (depuis 1951)[7]
- Vantaa, Finlande[7]

### Aurskog-Høland
- Frederikssund, Danemark[8]
- Kumla, Suède (depuis 1968)[8]
- Sipoo, Finlande[8]

## B

### Ballangen
- Tosno, Russie (depuis 1999)[9]

### Bamble
- Tønder, Danemark[10]
- Närpes, Finlande[10]
- Akranes, Islande[10]
- Västervik, Suède[10]

### Berlevåg
- Belomorsk, Russie[11]

### Bø (Telemark)
- Bengtsfors, Suède (depuis 1989)[12]
- Puumala, Finlande (depuis 1989)[12]

## E

### Eidsvoll
- Fljótsdalshérað, Islande[13]
- Skara, Suède[13]
- Sorø, Danemark[13]
- Suolahti, Finlande[13]

## F

### Fauske
- Älvsbyn, Suède[14]
- Melenci, Serbie[2]

## H

### Hemnes
- Prokuplje, Serbie (depuis 1985)[2],[15]
- Vännäs, Suède (depuis 1989)[15]

### Hjelmeland
- Grobiņa, Lettonie[16]

### Hole
- Kustavi, Finlande[17]
- Strandabyggð (anciennement Hólmavíkurhreppur), Islande[17]
- Tanum, Suède[17]

## L

### Larvik
- Borlänge, Suède[18]
- Frederikshavn, Danemark[18]
- Jyväskylä, Finlande[18]
- Malbork, Pologne[18]

### Leksvik
- Sokolac, Bosnie-Herzégovine[2]

### Lier
- Falköping, Suède[19]
- Kokemäki, Finlande[19]
- Mariagerfjord, Danemark[19]

### Lunner
- Frederikssund (anciennement Jægerspris), Danemark[20]
- Keila, Estonie[20]
- Loppi, Finlande[20]
- Vetlanda, Suède[20]

## M

### Marker
- Vecpiebalga, Lettonie[4]

### Modum
- Laukaa, Finlande[21]
- Östra Göinge, Suède (depuis 1980)[21]
- Stevns, Danemark[21]

## N

### Narvik
- Kikinda, Serbie[2]

## O

### Oppegård
- Hvidovre, Danemark[22]
- Širvintos, Lituanie (1966)[22]
- Sollentuna, Suède[22]
- Tuusula, Finlande[22]

### Ørland
- Koceljeva, Serbie[2]
- Samobor, Croatie[2]

### Oslo
- Belgrade, Serbie[2]

## P

### Porsgrunn
- Falkenberg, Suède[23]
- Faaborg, Danemark[23]
- Kisumu, Kenya[23]
- Sigtuna, Suède[23]
- Sønderborg, Danemark[23]
- Pieksämäki, Finlande[23]

## R

### Råde
- Forshaga, Suède[24]

### Rana
- Sisak, Croatie[2]

### Ringebu
- Filipstad, Suède[25]

## S

### Saltdal
- Niš, Serbie[2]

### Skedsmo
- Alingsås, Suède[26]
- Raseborg, Finlande[26]
- Riihimäki, Finlande[26]
- Tårnby, Danemark[26]

### Ski
- Gladsaxe, Danemark[27]
- Pirkkala, Finlande[27]
- Solna, Suède[27]
- Viimsi Parish, Estonie[27],[28]

### Skien
- Mosfellsbær, Islande (depuis 1982)

### Sømna
- Choczewo, Pologne[29]

### Sør-Varanger
- Inari, Finlande[30]
- Pechenga, Russie[30]
- Severomorsk, Russie[30]

### Stange
- Botkyrka, Suède (depuis 1961)[31]
- Brøndby, Danemark (depuis 1967)[31]

### Sund
- Konjic, Bosnie-Herzégovine[2]

## T

### Tromsø
- Zagreb, Croatie (depuis 1971)[2],[32],[33]
- Kemi, Finlande (depuis 1940)[33]
- Quetzaltenango, Guatemala (depuis 1999)[33]
- Gaza, Territoires palestiniens (depuis 2001)[33]
- Mourmansk, Russie (depuis 1972)[33]
- Arkhangelsk, Russie (depuis 2011)[33]
- Luleå, Suède (depuis 1950)[33]
- Anchorage, États-Unis (depuis 1969)[33]

### Trondheim
- Split, Croatie (1956)[2]

### Trysil
- Kil, Suède[34]
- Laihia, Finlande[34]

## V

### Vefsn
- Gornji Milanovac, Serbie (depuis 1975)[2]

### Vestby
- Vara, Suède (depuis les débuts 1990)[35]

## Municipalités sans jumelages
- Gloppen[36]

## Sources
- (en) Cet article est partiellement ou en totalité issu de l’article de Wikipédia en anglais intitulé « List of twin towns and sister cities in Norway » (voir la liste des auteurs).